# Donoi Airport
Donoi Airport är en flygplats i Mongoliet.   Den ligger i provinsen Dzavchan, i den västra delen av landet, 800 km väster om huvudstaden Ulaanbaatar. Donoi Airport ligger 1 744 meter över havet.
Terrängen runt Donoi Airport är kuperad åt nordväst, men åt sydost är den platt.  Trakten runt Donoi Airport är nära nog obefolkad, med mindre än två invånare per kvadratkilometer. Trakten runt Donoi Airport består i huvudsak av gräsmarker.